# Sibel Siber

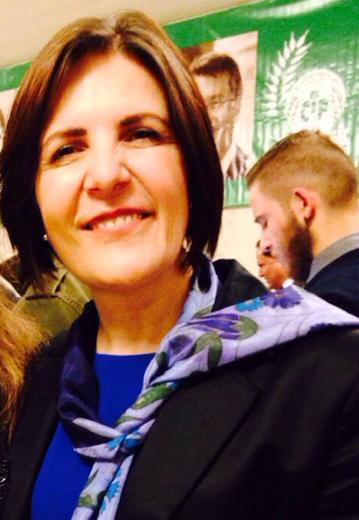
Sibel Siber (2014)

Sibel Siber (* 1960 in Lefkoşa) ist eine türkisch-zyprische Politikerin der Republikanisch Türkischen Partei (CTP). Sie war vom 13. Juni bis zum 2. September 2013 Ministerpräsidentin der Türkischen Republik Nordzypern. Von September 2013 bis Januar 2018 war sie Präsidentin des nordzyprischen Parlaments. Siber kandidierte bei der Präsidentschaftswahl in Nordzypern 2015 als Kandidatin der Cumhuriyetçi Türk Partisi, scheiterte aber bereits im ersten Wahlgang.
Siber begann 1979 ein Medizinstudium an der Universität Istanbul, das sie 1983 mit der Promotion abschloss. Anschließend praktizierte sie an einer Klinik für innere Medizin. 1989 erhielt sie ein Stipendium an der University of Virginia und 2000 ein Fulbright-Stipendium an der Rush University in Chicago.
1994 wurde sie ins nordzyprische Parlament gewählt. Nach dem Sturz der Regierung von Ministerpräsident İrsen Küçük im Juni 2013 wurde sie vom 13. Juni bis 2. September 2013 Ministerpräsidentin einer Übergangsregierung von CTP, DP und TDP.
Obwohl ihre Partei, die CTP, bei den Parlamentswahlen vom 28. Juli stärkste Partei wurde und sie das beste Einzelergebnis erzielen konnte, gehörte Siber dem neuen Kabinett von Özkan Yorgancıoğlu nicht an. Im September 2013 wurde sie zur Präsidentin der Versammlung der Republik gewählt. Im Januar 2018 wurde Teberrüken Uluçay ihr Nachfolger.